# كرايغ بيتن
كرايغ بيتن (بالإنجليزية: Craig Peyton)‏ هو منتج أسطوانات وملحن ومنتج أفلام أمريكي، ولد في 1953.